# Estación de La Défense
La estación de La Défense, de nombre completo La Défense - Grande Arche, es una estación ferroviaria operada conjuntamente por la RATP y la SNCF para dar servicio a la línea A del RER y a las líneas L y U del Transilien.
Ofrece conexiones con la línea 1 del metro de París y con la línea 2 del tranvía.
Se encuentra bajo el Arco y la plaza central (Parvis) del barrio financiero de La Défense en Puteaux, cerca de París.

## Historia
Después de abrir en 1959 la primitiva estación de la SNCF, la primera parte de este gran intercambiador que se puso en funcionamiento fue la estación RER, que empezó a prestar servicio el 20 de febrero de 1970 con la denominación de La Défense. En 1995 se complementó el servicio ferroviario suburbano con la apertura de una nueva línea que partía de la estación de trenes suburbanos (transilien) y el 2 de julio de 1997 se abrió la línea de tranvía T2.

## Estación RER
Es la parte más antigua del intercambiador sin contar la estación original, y tiene una gran afluencia de viajeros dada la gran cantidad de gente que trabaja en el barrio financiero de La Défense.
Como referencia cabe destacar que en la actualidad bastan 10 minutos para llegar al centro de París desde esta estación por la línea RER A (Châtelet-Les Halles).
En hora valle, por la estación RER pasa un tren cada 5 minutos en cada sentido efectuando tres trayectos alternativos:
| tren | origen                 | < estación               | estación >               | destino                | frecuencia |
| ---- | ---------------------- | ------------------------ | ------------------------ | ---------------------- | ---------- |
| ZEUS | Boissy-Saint-Léger     | Charles de Gaulle-Étoile | Nanterre-Préfecture      | Saint-Germain-en-Laye  | 10 min     |
| NEGE | Saint-Germain-en-Laye  | Nanterre-Préfecture      | Charles de Gaulle-Étoile | Boissy-Saint-Léger     | 10 min     |
| TERI | Marne la Vallée-Chessy | Charles de Gaulle-Étoile | Nanterre-Préfecture      | Poissy                 | 10 min     |
| OKRE | Poissy                 | Nanterre-Préfecture      | Charles de Gaulle-Étoile | Torcy                  | 20 min     |
| UPAC | Marne la Vallée-Chessy | Charles de Gaulle-Étoile | Nanterre-Préfecture      | Cergy-Le Haut          | 20 min     |
| QYAN | Cergy-Le Haut          | Nanterre-Préfecture      | Charles de Gaulle-Étoile | Marne la Vallée-Chessy | 20 min     |

## Tranvía y trenes suburbanos
La estación es el terminal de la línea T2 de tranvía y de la línea U de Transilien, por ella pasan dos ramificaciones de la línea L.
| << cabecera        | < estación          | línea | estación > | cabecera >>                                                 |
| ------------------ | ------------------- | ----- | ---------- | ----------------------------------------------------------- |
| Pont de Bezons     | Faubourg de l'Arche |       | Puteaux    | Issy-Val de Seine                                           |
| Paris-Saint-Lazare | Courbevoie          |       | Puteaux    | Saint Nom la Bretèche-Forêt de Marly Versailles-Rive Droite |
| terminal           | terminal            |       | Puteaux    | La Verrière                                                 |